# 일본국 헌법 제40조
일본국 헌법 제40조(일본어: 日本国憲法第40条)은 일본국 헌법 제3장 "국민의 권리와 의무"의 조문 중 하나이다. 형사 보상을 받을 권리에 대해 규정하고 있다.

## 조문
일본국 헌법 제40조
누구든지 억류 또는 구금된 뒤 무죄의 재판을 받은 때에는 법률이 정하는 바에 의하여 국가에 그 보상을 청구할 수 있다.

## 해설
과거 일본 제국 헌법에서 비슷한 규정은 존재하지 않았다. 다만 1931년에는 형사보상법의 특례 규정에 따라 형사보상이 이루어지기도 했다.
여기서 '억류'란 체포 또는 구인(拘引) 뒤의 유치와 같은 '일시적인 구속'을 의미하며, '구금'이란 구류(拘留) 또는 형벌의 집행을 위한 구치와 같은 '지속적인 구속'을 의미한다.
형사보상은 형사재판이라는 국가의 적법한 행위로 인해 신체의 자유를 박탈당한 사람에 대하여 이에 상응하는 보상을 함으로써 공공의 요구를 충족하는 것을 목적으로 한다. 따라서 형사보상의 성격은 헌법 제17조의 '배상'이 아닌 헌법 제29조 제3항에서의 '보상'과 같다고 볼 수 있다.
형사보상에 관하여 구체적인 것은 '형사보상법'에 규정되어 있다.